# Warcraft III: The Frozen Throne
A Warcraft III: The Frozen Throne (rövidítve TFT) egy valós idejű stratégiai videójáték, amit 2003. július 1.-én a Blizzard Entertainment adott ki. A videójáték a Warcraft III: Reign of Chaos kiegészítője, csak annak feltelepítése után érhető el. Eredetileg Microsoft Windows, Mac OS és Mac OS X rendszerekre készült, de Wine / Cedega használatával Linux alatt is elindítható. A videójáték új kampányokat, új egységeket és fejlesztéseket tartalmaz, továbbá fejleszti a pályaszerkesztő programot is.

## Kampány
A kampány alatt elérhető missziók (mission) száma 6 és 8 között változik, és ezúttal nem tartalmaz annyi jó minőségű filmbetétet, mint az alapjáték. Az alábbi fejezetek megnevezése a korábbi kampányok alatt történt események miatt kaptak fajtól független megnevezést. A bónusz kampány az orkokra vonatkozik, ők a jelenlegi eseményektől teljesen független, fejezetekre (act) bontott történetet kaptak.

### Őrszem(Sentinel)kampány
|  | Alább a cselekmény részletei következnek! |

Illidan Stormrage-et felkeresi a Burning Legion ("Lángoló Légió") második főparancsnoka, Kil'jaeden, aki megígérte, hogy elképzelhetetlen hatalom birtokosává teszi, ha sikerül legyőznie a Lich King-et ("Lich Király"). A Lich Király ugyanis egyre erősödik, és a Hyjal-hegyi ütközet után meg akar szabadulni a Légió irányítása alól. Illidan tudta, hogy a Scourge ("Csapás") ellen egyedül nem veheti fel a harcot, az éj elfekre pedig már nem számíthatott, ezért egy ismeretlen partvonalra ment, és egy különös varázslathoz kezdett, amivel a felszínre hívta a több ezer éve Azeroth óceánjainak mélyén élő nagák egy részét. A nagákat Vashj vezette, aki Illidant követve bosszút forralt az éj elfek ellen, amiért azok az "Ősök háborúja" (War of the Ancients) idején sikerrel megakadályozták a Légió vezérének, Sargeras-nak a megjelenését, majd a fajuk szent mágiaforrása, az "Örökkévalóság forrásának" (Well of Eternity) megsemmisülését követő katasztrófasorozat miatt a víz alá kényszerültek, és csak az "Öreg istenek" (Old Gods) szolgálatával tudtak alkalmazkodni új környezetükhöz, akik kígyószerű vízi szörnyekké változtatták őket.
Maiev Shadowsong, Illidan korábbi börtönőre Azsharában éppen nyomait követve igyekszik elfogni őt. Az árulót szokatlan lények követik, nyomaik egyáltalán nem hasonlítanak a démonokéra, Maiev pedig hamarosan találkozik is ezekkel a teremtményekkel, a nagákkal, akik megpróbálják útjukat állni, nehogy Illidant elkaphassák. A nagák felgyújtsák a partnál lehorgonyzott hajókat, miközben az egyikkel sikeresen elhajózik Illidan egy távoli partokra. Illidan a bolygó közepén elterülő Maelstorm ("Örvény") körül fennmaradt földdarabok, a "Megtört szigetek" (Broken Isles) felé vette az irányt, Maiev pedig követte őt oda. Illidan azt tervezi, hogy a szigeteken található sírhely, Sargeras sírja (Tomb of Sargeras) mélyén megkeresi Sargeras szemét (Eye of Sargeras), amivel a Lich Királyt könnyen elpusztíthatja majd. Illidan hamarosan megtalálja a sírt, és bemerészkedik alá, Maiev pedig utánamegy, nehogy megszerezze magának az ereklyét. Azonban hiába verekszi át magát rengeteg ellenségen, az áruló végül megszerzi a démoni tárgyat, és csak komoly áldozatok árán sikerül a felszínre menekülnie. 
Odafent Illidan és a nagák túlerőbe kerültek Maiev őrszemeivel szemben, a vereség elkerülhetetlenné vált, ám a küldöncük sikerrel figyelmezteti Illidan testvérét, Malfurion-t és Tyrande Whisperwind-ot az áruló okozta fenyegetésre, így hamarosan erősítés érkezik a szigetekre és legyőzik őket. Illidan azonban újfent elmenekül, nyomát egészen Lordaeron-ig követik, ahol az éj elfek segítséget nyújtanak rokonaik, Quel'Thalas bukását túlélő nemes elfeknek (high elf). A túlélő nemes elfeket Kael'thas Sunstrider vezeti, önmagukat pedig "vérelfeknek" (blood elf) nevezik, elhunyt fajtársaik emlékéül, és megkéri az éj elfeket, hogy karavánjaik követésével biztosítják a zavartalan áthaladást a Csapás által uralt területen. A karavánok kísérése közben Maiev megjegyzi, hogy ahelyett Illidant kéne keresniük, de Tyrande ellenzi, hiszen belátja, a túlélőknek szüksége van a támogatásra. Maiev számára amúgy is ellenszenvessé vált a papnő, amiért a Third War ("Harmadik háború") idején kiszabadította Illidant, ezért amikor az utolsó élőhalott támadáskor Tyrande véletlenül lerombolta a maga alatt lévő hidat, s ezzel a folyóba esett, Maiev nem mentette meg, hanem Kael-nak megparancsolta, hogy haladjanak csak tovább, az őrszemek pedig ezután folytathatják az áruló vadászatát. 
Dalaran romjainál találkoznak Malfurion-nal, és Maiev azt hazudja neki, hogy szerelmét széttépték az élőhalottak, és halálát meg kell bosszulni azzal, hogy végre elkapják Illidant. Kael értesíti őket, hogy Illidan az egykori emberváros romjai közt bujkál, és egy nagy erejű varázsrituálét folytat le. Malfurion és Maiev tudta, hogy Sargeras szemét készül felhasználni, ezért minél hamarabb meg kell állítani őt. Sikerül is megszakítani a varázslatát, Illidan pedig hitetlenkedve áll, amiért fajtársai nem akarják a Lich Király pusztulását. Malfurion elmondja, hogy ez a varázslat túl nagy kárt tenne a világban, eddigi tettei miatt pedig elvesztették Tyrande-t is. Illidant sokkolta szeretett papnője halálhíre, de Kael elkotyogja, hogy Tyrande valószínűleg túlélte a folyóba való zuhanást, Malfurion ezután hazugságon kapja Maiev-et. 
Hogy a két ikertestvér megtalálja a papnőt, félreteszik egymás iránt érzett haragjukat, és együtt megkeresik. Maiev a két testvér szövetségét látva pedig elhagyja őket. Tyrande-re egy vízesés alatt elterülő aprócska szigeten találnak rá, amelyet a Csapás túlereje fenyeget. Malfurion és Illidan közös erővel lassan felszámolják az élőhalott fenyegetést, majd végül kimentik közös szerelmüket a halálos csapdából. Tyrande nem hiszi el, hogy Illidan képes volt kockáztatni érte az életét, Malfurion pedig bizonygatja, hogy az "áruló" nélkül nem tudta volna megmenteni. Ezután Illidan Outland-ra menekül, Maiev pedig utánamegy.

### Szövetség(Alliance)kampány
Miután az éj elfek kisegítették a vérelfeket, majd elhagyták Lordaeront, Kaelt értesíti a Szövetség (Alliance) helyben maradt erőinek vezetője, Garithos, hogy a Csapás nagy erőkkel készül bevenni Dalarant. Az admirális azt parancsolja Kaelnek, hogy foglalja el, és javítsa meg a rommá vált városban elszórtan álló obszervatóriumokat, hogy az általuk biztosított felderítéssel nyomon tudják követni az élőhalottakat. Kael nem hajlandó követni parancsát, mivel az admirális nem nyújt ehhez semmiféle támogatást, ám kénytelen lesz, miután az faképnél hagyja őt. Kael útban egy ideális táborhely felé találkozik Vashj-jel és nagáival. Vashj rögtön hajókat ajánlj fel neki, a herceg ezt kénytelen elfogadni, így elérheti a tó túloldalán álló aranybányát, és hozzáláttak az obszervatóriumok elfoglalásához és megjavításához. Az utolsó megjavítása után Kael jelentette a befejezett munkát, ám Garithos lehordta, amiért elfogadta a nagák segítségét. A felderítésnek hála ugyan előre tudtak tervezni, ám az admirális újfent magára hagyta a vérelfeket, akik emiatt újfent a nagák közbelépésének köszönhetik, hogy sikerrel jártak, Kael pedig elfogadja, hogy Illidan segítségével módot keressenek a túlélő vérelfeket sújtó mágiafüggőség kezelésére. Garithos viszont felfedezi Kaelt és Vashj-t, ezért a vérelfeket elfogják az emberek, majd Dalaran földalatti csatornahálózatába hurcolva bebörtönözik őket. A vérelfeket Garithos ki akarja végeztetni, de Vashj még időben kiszabadítja Kaelt, majd együtt a többi halálraítélt vérelfet is megmentik. Eközben Vashj elmagyarázza Kael-nek, hogy a város mélyén átjárók találhatóak, amelyek más világokba engednek utazást, és az egyik ilyen Illidan rejtekhelyéhez vezetheti őket, ezzel kiszabadulva Garithos túlerőben lévő katonáinak fogságából. Kael-nek sikerül minden túlélő vérelfet átvezetni Outland-re, majd megkezdik Illidan felkutatását. Azonban hamarosan rájönnek, hogy Maiev és az őrszemek megelőzték őket, Illidant sikerült ketrecbe zárni. Az árulót rejtő ketrecért komoly harcokat vívtak egymással az éj elfek és a naga-vérelf szövetség, de végül sikerül megszerezni azt, és kiszabadítani Illidant. Ezután Illidan találkozik Kil'jaedennel, Vashj-nak elmondja, hogy szándékosan menekült erre a kietlen világra, hogy elkerülje Kil'jaeden haragját és ha már itt van, megszabadulna a Légió hátrahagyott erőitől is. Először lezárják azokat az átjárókat, amelyeken keresztül a helyi démonok és vezérük, a veremúr ("pitlord") Magtheridon utánpótláshoz juthatnának, ezután Illidan, Kael, Vashj és a hozzájuk csatlakozott draenei Akama közösen megostromolják a Black Citadel-t ("Fekete Citadella"), Magtheridon főhadiszállását. Az elhúzodó ostromot követően elfogják a veremurat, majd Illidan kikiáltja magát Outland új urának, aki előtt meghajol mindenki. A dicsőséges győzelemnek nem sokáig örülhet, Kil'jaden megparancsolja neki, hogy vezessen hadjáratot Northrend felé, amit az áruló kénytelen lesz követni.

### Csapás(Scourge)kampány
A Légió elvesztette a háborút, a Csapás vezetője, a Lich Király pedig azt tervezi, hogy felszabadítja magát a démonok akaratától. Lordaeron földjén eközben élhalott polgárháború tör ki, a Csapásból "Szélfutó" Sylvanas (Sylvanas Windrunner) vezetésével az "Elhagyottak" (Forsaken) kiváltak, egy másik részét pedig a Lich Király helyett továbbra is a túlélő félelemurak (dreadlord) irányítják. Arthas meglepi a neki korábban parancsolgató félelemurakat, amikor tanácskozásukra rátörve kijelenti, hogy többé nem szolgálja érdekeiket, de a Lich Király figyelmezteti őt, hogy veszély közeleg felé, ezért azonnal térjen vissza Northrend-re. Arthas a fővárosba rekedt, ahol csak lassan tudja keresztülvágni magát a félelemurak által irányított élőhalottakon, mire sikerül elmenekülnie a várost övező erdők közé. Az erdő mélyén azonban megtámadja Sylvanas, és egy mérgezett nyílvesszővel megsebzi őt, amely lassú halállal fogja sújtani őt, amiért a Harmadik háborúban megölte, majd saját akaratát ráerőltetve lidérccé változtatta őt. Kel'Thuzad azonban még időben közbelép, a bosszúszomjas sötét íjász (dark ranger) elmenekül. A lich megjegyzi, hogy a méreg lassan majd elveszíti erejét, majd arra kéri Arthast, hogy folytassa útját Nortrend-be, ő addig kitart valahogy. Sylvanas-t ezután megkörnyékezi a félelemurak egyike, Varimathras, hogy csatlakozzon hozzájuk, de az egykori íjász-parancsnoknő azonnal elutasítja az ajánlatát. A sötét íjász  azonban tudta, hogy a félelemurak létszámfölényben vannak, ezért átveszi a hatalmat a környéken található semleges banditák és szörnyek vezetői felett, hogy az ő seregükkel növelje meg a sajátját. Terve sikerrel jár, és sikerül legyőzni Varimathras-t, aki az életéért könyörögve elárulja fajtestvéreit. Sylvanas terve jól alakul, már csak két félelemúr fenyegeti a "Járványföldekké" (Plaguelands) változott Lordaeron feletti uralmát. A következő célpontja Detheroc lesz, aki egy vezető emberparancsnok, Garithos elméjét irányítva parancsol a Szövetség megmarad haderői felett. Sylvanas természetes végez Detheroc-kal, így Garithos felszabadul a félelemúr varázslatától, de a sötét íjász rögtön megparancsolja neki, hogy a legveszélyesebb félelemúr, Balnazzar továbbra is Lordaeron fővárosában van. Garithos elsőre megtagadja, mivel azt gondolja, hogy Sylvanas is csupán a Csapást szolgálja, de a nő elmondja, hogy már nem és bosszút akar állni azért, amiért korábban tudatlan élőhalottá tették őt. Balnazzar azonban nagyon erős volt, Sylvanas ezért "szövetségeseivel" együtt először felszámolta a félelemurat támogató kisebb haderőket, hogy aztán zavartalanul előkészülhessen a végső támadásra. Balnazzar-t sikerül elkapni, a nő pedig arra veszi rá Varimathras-t, hogy személyesen végezzen vele, bizonyítva ezzel lojalitását. Varimathras meg is teszi, majd amikor Gartithos rájuk szól, hogy hagyják a fővárost, Sylvanas őt is megöleti az árulóvá lett félelemúrral. Sylvanas ezzel megszerzi Járványföldek nagy része felett az uralmat, míg Kel'Thuzad kénytelen dél felé, az egykori nemes elf birodalom alatti területekkel beírni. Az élőhalott polgárháború alatt Arthas partra száll Nortrend-en, ahol rögtön szembetalálkozik a vérelfekkel, akik Sylvanashoz hasonlóan szintén meg akarják bosszulni birodalmuk bukását és fajtársaik halálát, majd Kael-lel találkozva kiderül, hogy Illidan hatalmas sereget toborzott a "Jégkorona-gleccser" (Icecrown Glacier) alá, hogy végezzenek a Lich Királlyal. Arthast a kriptaúr (crypt lord) Anub'arak kíséri, és hogy minél hamarabb a Lich Király színe elé léphessenek, keresztülvágnak a hegyek mélyén található egykori Azjol-Nerub romjai közt. Az egykori nerub-birodalom belsejében törpékkel találkoznak, akik Arthas egykori harcostársa, Muradin Bronzebeard után maradtak hátra és igyekeztek túlélni a fagyos világban. Arthas velük is rosszban van, mivel hagyta Muradin a hóba megfagyni azután, hogy megszerezte a Frostmourne-t ("Fagysikoly"), ezért muszáj volt velük is végezni. Az ősi labirintus legvégén egy titkos átjárót találnak, amelyet a törpék nem voltak hajlandók megközelíteni. A kapun túl a nerub-birodalom legrégibb termei nyíltak, és nerubián harcosok próbálták fenntartani őket, sikertelenül. Miután legyőzték őket és a területet uraló "elfeledett" (forgotten one) szörnyeteget, Athasnak és Anub'araknak sietnie kell vissza a felszínre, ahol a Csapás végre megütközhetett Illidan haderejével. Arthas rögtön a Lich Király tróntermébe menne, de Anub'arab elmondja, hogy a terem kapuját csak mágikus obeliszkek aktiválásával lehet megnyitni. Ezekből az obeliszkekből kettőt hamarosan Illidan megszerez, Arthasnak ezért azt a kettőt és a másik kettőt el kell foglalnia ahhoz, hogy birtokolhassa a tróntermet. Kemény küzdelmek árán sikerül megszerezni és megtartani mind a négy obeliszk feletti irányítást, és elpusztítani Illidan hadseregét. Illidan azonban hajthatatlan volt, a trónterem felé vezető kaput elállja, ezzel párbajra kényszerítve őt Arthas-szal. A halállovag a harc során súlyos sérülést okoz a démonvadásznak, majd a hóban hagyva őt felmegy a fagytrónhoz, széttöri a meggyengült jégpáncélt és felveszi a Lich Király sisakját. Ezzel Ner'zhul és Arthas eggyé válnak, és megszületik az új Lich Király. Illidan túléli a párbajt és bosszút forralva visszatér Outland-re.

### Bónusz kampány
A félvér ork-ogre Rexxar kalandját követhetjük nyomon, ahogy az újonnan alapított ork nemzet, Durotar lakóinak kisebb-nagyobb gondját megoldja. Sajnos azonban az ember-ork szövetség rövid életűnek bizonyult, amikor Rexxar felfedezi Durotar partjai felé közeledő inváziót. Thrall az új Horda hadvezére ezért arra kéri, hogy gyűjtse egybe a taureneket és az ogrékat, akik majd a Hordával közösen megvédelmezhetik az ork földeket Theramore támadása ellen. Rexxar hamarosan felfedezi, hogy nem Jaina vezeti az inváziót, hanem apja, Daelin Proudmoore, aki a hajósnemzet Kul Tiras-ból hajózott el Kalimdorba, csak hogy megmentse őt az orkoktól. Jaina szólni akar, hogy az orkok már nem ellenségek, de az admirális nem felejti el az orkok korábbi rémtetteit és megesküszik, hogy lerombolja Durotart. Kul Tiras blokád alá vonja Theramore-t, ezért Rexxar hajóhadat gyűjt, majd megtöri a blokádot és elfoglalja a várat, a citadellában pedig legyőzik és megölik az admirálist. Thrall azonban Jainának tett ígéretét megtartva megkegyelmez a túlélő embereknek, akik a varázslónő vezetése alatt újjáépítik Theramore-t és békében élnek Thrall nemzetével.
|  | Itt a vége a cselekmény részletezésének! |

## Változások
Az alábbi általános változásokat hozta a kiegészítő;
- Mind a 4 játszható faj (ember (human); ork (orc); éj elf (night elf) és élőhalott (undead) 1 új hőstípust (hero) és 2 új egységet kap, amelyek főképp az adott fajra jellemző hátrányokat hivatottak ellensúlyozni.
- Minden játszható faj egyedi boltot építhet fel, ahol a hősök a semleges goblin kereskedőhöz (goblin merchant) hasonlóan aranyért vásárolhat tárgyakat (item), illetve a meglévőket eladhatják. A fajspecifikus boltok kínálatát az építtető fajához lett szabva, és a játékos főépületének fejlesztésével lehet bővíteni, valamint szövetségesei is vásárolhatnak-eladhatnak nála. Ezzel kapcsolatos további változás, hogy egy fejlesztéssel "hátizsákkal" (backpack) szerelhető fel a felszíni egységek többsége. Ez a tárgyhordó menü csak két férőhellyel rendelkezik, az egység a hordott tárgyat semmilyen formában nem képesek használni és ha meghal, a nála lévő tárgyakat is elszórja.
- A legtöbb ostromegység új nevet és modellt kapott, több korábbi egység és épület pedig új fejlesztéseket.
- Az élelmiszer (food) korlátja 90-ről 100-ra emelkedik. Az "élelmezés" (unkeep) is ennek megfelelően módosult. A fejlett egységek és épületek faköltsége megemelkedett.
- Az új tereptípusokhoz új tereptárgyak (doodad) és semleges "creep"-ek jelentek meg, valamint az alábbi három új semleges épület; Tavern ("Kocsma") (itt fel lehet bérelni új, semleges hovatartozású hősöket illetve a fajspecifikus oltárokhoz (altar) hasonlóan feltámasztani az elesetteket is), Goblin Shipyard ("Goblin kikötő") (itt vásárolni lehet goblin szállítóhajókat, és csak bizonyos, szigetes elrendezésű térképeket érhető el), és a Marketplace ("Piac") (itt vásárolni lehet tárgyakat, de a kínálatot a meccs alatt elpusztult creep-ek által elszórt tárgyak és azok szintje határozza meg).
- A videójáték pályaszerkesztője, a World Editor jelentősen továbbfejlesztették; ezután új tereptárgyakat, képességeket és fejlesztéseket is lehet készíteni, támogatja a játéktól független fájlok importálását és a kampányok készítését, valamint rendelkezik mesterséges intelligencia-szerkesztővel is.

### Javítások
A kiegészítőhöz sok javítást (patch) érkezett, amelyek a hibák kijavítása mellett további új semleges hősöket adtak a kocsmába, valamint bővítették a bónusz kampány fejezeteit.